# Instituto Historiográfico da Universidade de Tóquio
O Instituto Historiográfico da Universidade de Tóquio (Tōkyō Daigaku Shiryō Hensan-jo (東京大学史料編纂所)) é uma instituição de pesquisa afiliada à Universidade de Tóquio. Sua principal função é compilar e publicar materiais e fontes históricas relacionados ao Japão. Fundado em 1869, o Instituto tornou-se o principal centro de pesquisa histórica japonesa, por meio de sua biblioteca, banco de dados e publicações.

## História
O Instituto tem suas origens no Wagakukōdansho, fundado em 1793 pelo monge cego Hanawa Hokiichi.
Em 1869, o imperador Meiji emitiu um rescrito imperial ressaltando a importância da historiografia:
A historiografia é um ritual de Estado eternamente imortal (taiten) e um ato admirável de nossos ancestrais. Mas, após as Seis Histórias Nacionais, ela foi interrompida... Agora, o mal do governo desleal dos guerreiros desde o período Kamakura foi superado e o governo imperial foi restaurado. Portanto, desejamos que seja estabelecido um escritório de historiografia (shikyoku), para que os bons costumes dos nossos antepassados sejam retomados.
No mesmo ano, foi criado o Shiryō Henshū Kokushi Kōsei Kyoku (史料編輯国史校正局, Instituto de Compilação de Documentos de História Nacional), no local do antigo Wagakukōdansho. Em 1875, a instituição foi reorganizada como Shūshi Kyoku (修史局, Departamento de Compilação Histórica), mas acabou sendo dissolvida. Dois anos depois, em 1877, foi restabelecida como Shūshi-kan (修史館, Casa de Compilação Histórica), com foco na elaboração de uma história oficial do Japão, o Dai-Nihon Hennen-shi (História Cronológica do Grande Japão), que posteriormente integrou o acervo do Dai-Nihon Shiryō.
Em 1888, o instituto foi transferido para a recém-estabelecida Universidade Imperial de Tóquio. No entanto, em 1893, seus trabalhos foram interrompidos por decisão do Ministro da Educação, em decorrência de um conflito entre o governo e os intelectuais da instituição sobre os objetivos da história nacional. Esse episódio ficou conhecido como o Caso Kume Kunitake, em referência ao historiador Kume Kunitake, expulso do Instituto após publicar um artigo crítico ao Xintoísmo estatal. Kume defendia uma abordagem científica e mais "ocidental" da historiografia.
Em 1895, a Universidade decidiu retomar os trabalhos sob o nome Shiryō Hensan-kakari (史料編纂係, Seção de Compilação de Fontes Históricas), agora vinculado à Faculdade de Letras. A nova estrutura excluía a missão de redigir uma história oficial da nação e passou a concentrar-se exclusivamente na compilação, organização e publicação de fontes históricas — função que permanece como sua principal atividade até hoje.
Vale destacar que o acervo do Instituto não se limita a fontes japonesas: inclui também a tradução e compilação de obras ocidentais, que exerceram papel fundamental na formação da historiografia do Japão moderno.
Em 1929, o Instituto passou a adotar oficialmente o nome atual: Shiryō Hensan-jo. Durante várias décadas, permaneceu sob a alçada da Faculdade de Letras, até conquistar status administrativo independente em 1950.
Atualmente, o Instituto Historiográfico continua desempenhando um papel central na compilação, catalogação e preservação de materiais históricos. Embora a maior parte de suas atividades se concentre no período pré-moderno, os pesquisadores da instituição também contribuíram para a documentação do período Meiji.

## Chefias administrativas
A chefia do Instituto Historiográfico tem garantido contribuições importantes e consistentes há mais de um século. Entre as pessoas que ocuparam esse posto estão:
- Hanawa Hokiichi - 1793[2]
- Hoshino Hisashi - abril de 1895 à janeiro de 1899
- Mikami Sanji - janeiro de 1899 à julho de 1919
- Kuroita Katsumi - julho de 1919 à julho de 1920
- Tsuji Zennosuke - julho de 1920 à março de 1938
- Ryū Susumu - março de 1938 à março de 1951
- Sakamoto Tarō - abril de 1951 à março de 1962.

Após a gestão de Sakamoto Tarō, o cargo de diretor do Instituto deixou de ter mandato indefinido. Entre 1962 e 1971, os mandatos passaram a ter duração de três anos; posteriormente, essa duração foi reduzida para dois anos — formato que permanece em vigor até hoje. O atual diretor do Instituto é Masaharu Ebara.

## Departamentos do Instituto
O Instituto Historiográfico da Universidade de Tóquio é composto por cinco Departamentos de Pesquisa, uma Biblioteca, um Laboratório de Conservação, um Centro de Estudos de Fontes Visuais e um Escritório Administrativo. Atualmente, a equipe de pesquisa é formada por dezesseis professores, dezessete professores associados e vinte e três pesquisadores associados.

### Departamento de Materiais Antigos
Responsável pelo estudo de documentos históricos dos períodos Nara, Heian e Kamakura, abrangendo aproximadamente do século IX ao XIV.

### Departamento de Materiais Medievais
Dedica-se à análise de fontes relativas aos períodos Muromachi e Azuchi-Momoyama, do século XIV ao XVII.

### Departamento de Materiais da Época Moderna Inicial
Foca em materiais do Período Edo (também conhecido como Yedo), abrangendo do século XVII ao XIX.

### Departamento de Documentos Antigos e Diários
Especializa-se no estudo de documentos históricos e diários antigos japoneses.

### Departamento de Materiais Especiais
Conduz pesquisas sobre temas diversos, como heranças culturais, caligrafias e assinaturas antigas, geografia histórica e documentos estrangeiros relacionados ao Japão.

## Publicações
O Instituto Historiográfico é responsável pela compilação e publicação de uma ampla gama de materiais relacionados à história japonesa pré-moderna.

### Dai-Nihon Shiryō
Uma das principais obras do Instituto, o Dai-Nihon Shiryō é uma vasta coleção documental que ultrapassa 343 volumes — ainda em andamento. Organizada cronologicamente, cobre o período de 887 a 1867 com base nos principais eventos históricos, reunindo fontes primárias e, quando necessário, fontes secundárias, ensaios interpretativos e até relatos fictícios. A compilação teve início com a fundação do Shiryō Hensan-jo em 1869.

### Shiryō Sōran
Complementar ao Dai-Nihon Shiryō está o Shiryō Sōran (史料総覧), uma listagem cronológica de eventos históricos usada como referência para estruturar os volumes do Dai-Nihon Shiryō. Quando concluída, a coleção será a mais abrangente já feita sobre a história japonesa.
Entre os documentos reunidos estão histórias oficiais, registros administrativos, cartas, diários, biografias, arquivos de templos e documentos de famílias aristocráticas e samurais.

### Dai-Nihon Komonjo
O Dai-Nihon Komonjo é uma extensão do Dai-Nihon Shiryō, com mais de 193 volumes publicados. Ele está estruturado em três seções principais:
- Hennen Monjo (編年文書) – Documentos datados do século VIII;
- Iewake Monjo (家分文書) – Arquivos de famílias, templos e santuários ao longo do período abrangido pelo Dai-Nihon Shiryō;
- Bakumatsu Gaikoku Kankei Monjo (幕末外国関係文書) – Documentos relativos às relações exteriores do Japão no período Bakumatsu (1853–1868).

### Dai-Nihon Kinsei Shiryō
Essa publicação reúne uma série de documentos do período Edo (séculos XVII a XIX), oferecendo uma base sólida para o estudo da era Tokugawa.

### Dai-Nihon Ishin Shiryō
Compilação de materiais históricos que documentam os eventos que levaram à Restauração Meiji (1868) e o próprio processo de transformação política do Japão. Cobre os anos de 1846 a 1871 e é essencial para o estudo da transição entre o xogunato e o Estado moderno.

### Coleção de Microfilmes de Documentos Estrangeiros
Além das publicações impressas, o Instituto mantém uma coleção de microfilmes com quinze volumes de documentos históricos relacionados ao Japão, encontrados em arquivos localizados fora do país. E

## Biblioteca
A biblioteca do Instituto Historiográfico da Universidade de Tóquio abriga um acervo de mais de 400 mil itens, reunindo fontes essenciais para o estudo da história japonesa. As publicações produzidas pelo Instituto — mencionadas na seção anterior — são resultado do trabalho de compilação realizado com base nesse acervo, que também está parcialmente disponível em bases de dados online.
Desde 1991, os dados bibliográficos dos livros catalogados podem ser consultados por meio do sistema OPAC (University of Tokyo Library Catalogue).
A sala de leitura funciona de segunda a sexta-feira, das 9h15 às 17h.
Segundo o site oficial do Instituto, a biblioteca está aberta a funcionários e estudantes da Universidade de Tóquio, a pessoas oficialmente recomendadas por instituições governamentais ou educacionais e a indivíduos indicados por membros do próprio Instituto.

## Bancos de dados online
O Instituto Historiográfico da Universidade de Tóquio disponibiliza uma série de bancos de dados digitais que abrangem a maior parte de suas publicações e coleções.
A seguir, são descritos os dois principais bancos de dados textuais, bem como dois importantes acervos de imagens visuais.

### Banco de dadosDai-Nihon shiryō
Entre os diversos bancos de dados especializados, que abrangem todos os períodos da história japonesa pré-moderna, destaca-se o Dai-Nihon shiryō. Este banco corresponde à coleção de mesmo nome, que ainda se encontra em andamento.

### Banco de dadosDai-Nihon komonjo
Este banco de dados corresponde à coleção Dai-Nihon komonjo, sendo um complemento do Dai-Nihon shiryō.

### Bancos de dados de imagens visuais
O Instituto Historiográfico mantém também bancos de dados visuais. Entre eles, destaca-se o banco de dados Koshashin, que reúne fotos e imagens produzidas entre o final do período Tokugawa (Bakumatsu) e o Período Meiji. Outro banco relevante é o Shiryō hensan-jo shozō shozōga mohon, que apresenta retratos de pessoas que viveram entre os séculos IX e XIX, permitindo a busca por título ou pelo nome do indivíduo.

## Dicionário de Fontes do Japão Clássico
Embora ainda esteja em desenvolvimento, o Dicionário de Fontes do Japão Clássico constitui uma ferramenta útil para a consulta de definições e termos relacionados à história e à literatura japonesa pré-moderna. Mais informações estão disponíveis na página oficial do Instituto.

## Endereço
O Instituto Historiográfico está localizado em 3-1, Hongo 7-chome, no bairro Bunkyo, em Tóquio, Japão (CEP 113-0033).